# Чемпионат СССР по хоккею с шайбой 1951/1952 (составы)
Составы команд, участвовавших в чемпионате СССР по хоккею с шайбой 1951/52.

## 1. ЦСК ВВС
Вратари: Григорий Мкртычан, Николай Пучков.

Защитники: Александр Виноградов (5 голов), Павел Жибуртович (3), Револьд Леонов (2), Виктор Тихонов (1), Игорь Горшков (1).

Нападающие: Евгений Бабич (15), Всеволод Бобров (37), Анатолий Викторов (7), Пётр Котов (11), Владимир Новожилов (7), Юрий Пантюхов (5), Александр Стриганов (2), Виктор Шувалов (31), Юрий Володин, Александр Кутелев, В. Сорокин, Лев Шунин.

Старший тренер: Всеволод Бобров и тренерский совет.

## 2. ЦДСА
Вратари: Борис Афанасьев, Иван Николаев, Николай Уланов.

Защитники: Николай Карпов, Генрих Сидоренков, Николай Сологубов (10), Иван Трегубов, Дмитрий Уколов (3).

Нападающие: Владимир Брунов, Вениамин Быстров (9), Анатолий Васильев (4), Михаил Гащенков (2), Владимир Елизаров, Александр Комаров (21), Юрий Копылов (4), Владимир Меньшиков (4), Лев Мишин (2), Виктор Никифоров, Анатолий Тарасов (7), Александр Черепанов (7).

Старший тренер: Анатолий Тарасов.

## 3. «Динамо»
Вратари: Валентин Кучеренков, Карл Лиив, Лев Яшин.

Защитники: Николай Алексушин (5), Виталий Костарев (2), Анатолий Молотков (1), Анатолий Наумов, Михаил Рыжов, Олег Толмачёв (5).

Нападающие: Альфонс Браунс (6), Анатолий Егоров (1), Виктор Климович (12), Юрий Крылов (3), Валентин Кузин (14), Юрий Лебедев, Борис Петелин (9), Александр Солдатенков, Александр Уваров (15).

Старший тренер: Аркадий Чернышёв.

## 4. «Крылья Советов»
- вр Запрягаев, Борис Леонидович
- вр Чепыжев, Василий Ермилович
- защ Кострюков, Анатолий Михайлович
- защ Кучевский, Альфред Иосифович
- защ Нилов, Николай Владимирович
- защ Паршин, Николай Михайлович
- нап Бычков, Михаил Иванович
- нап Гурышев, Алексей Михайлович
- нап Захаров, Валентин Алексеевич
- нап Митин, Сергей Андреевич
- нап Степанов, Леонид Николаевич (II)
- нап Хлыстов, Николай Павлович
- Старший тренер: Владимир Егоров.

## 5. «Даугава»
- вр Озолишьш, Эльмарс
- вр Спундиньш, Имант
- защ Витолиньш, Харий Юрьевич
- защ Егерс, Альфонс Фрицевич
- защ Кестерис, Николайс
- защ Никлас, Арвидс
- нап Баурис, Элмар Альфредович
- нап Огерчук, Лев Андреевич
- нап Ронис, Карлис
- нап Страупе, Георг
- нап Фирсов, Михаил Яковлевич
- нап Шульманис, Вальдемар Вилисович
- Старший тренер: Эдгарс Клавс.

## 6. «Дзержинец» Челябинск
- вр Аристов, Николай Иванович
- вр Ребянский, Борис Кириллович
- защ Васильев, Виктор Николаевич
- защ Гальперин, Исаак Иосифович
- защ Захватов, Сергей Иванович
- защ Семёнов, Борис Иванович
- защ Сорокин, Олег Михайлович
- защ Столяров, Виктор Иванович
- нап Галбмиллион, Григорий Яковлевич
- нап Горшков, Алексей
- нап Данилов, Альберт Петрович
- нап Документов, Рудольф Николаевич
- нап Женишек, Георгий Владимирович
- нап Захаров, Николай Иванович
- нап Каравдин, Владимир Петрович
- нап Нестегин, Адольф Николаевич
- нап Пономарёв, Александр Афанасьевич
- Старший тренер: Виктор Васильев.

## 7. «Спартак» Москва
- вр Бирюков, Юрий
- вр Климанов, Евгений Прокофьевич
- защ Моисеев, Анатолий Иванович
- защ Сеглин, Анатолий Владимирович
- защ Седов, Борис Николаевич
- защ Соколов, Борис Павлович
- нап Андрианов, Евгений Александрович
- нап Артемьев, Виталий Сергеевич
- нап Гребенников, Владимир Алексеевич
- нап Мискин, Владимир Иванович
- нап Оботов, Александр Николаевич
- нап Скибинский, Валентин Афанасьевич
- нап Татушин, Борис Георгиевич
- нап Уваров, Виталий Фёдорович
- Старший тренер: Александр Игумнов.

## 8. ДО Ленинград
- вр Казаков, Виктор Иванович
- вр Пецюкевич, Валериан Устинович
- вр Пиипер, Эндель
- защ Быков, Владимир Андреевич
- защ Волков, Евгений Александрович
- защ Калинин, Борис Николаевич
- защ Смирнов, Анатолий
- нап Бекяшев, Беляй Абдуллович
- нап Богданов, Владимир
- нап Елесин, Виктор Иванович
- нап Никитин, Михаил Васильевич
- нап Никифоров, Альберт Владимирович
- нап Погребняк, Владимир Владимирович
- нап Тараканов, Александр Иванович
- Старший тренер: Беляй Бекяшев.

## 9. «Динамо» Ленинград
- вр Забелин, Павел Александрович
- вр Котов, Олег
- вр Тоидзе, Юрий Александрович
- защ Васильев, Владимир Георгиевич
- защ Волков, Евгений Николаевич
- защ Соловьев, Валерий
- защ Татьков, Евгений Иванович
- нап Быстров, Валентин Александрович
- нап Лапин, Франц Иванович
- нап Покопцев, Павел
- нап Соколов, Евгений
- нап Стариков, Евгений Николаевич
- нап Субботин, Евгений Владимирович
- нап Фёдоров, Василий Петрович
- нап Шкодин, Виктор
- Старший тренер: Владимир Лапин.

## 10. «Динамо» Таллин
- вр Крулль, Георг Петрович
- вр Пихлакас, Харри
- защ Каат, Хейнард Йоханесович
- защ Калашников, Михаил Гаврилович
- защ Ряммаль, Олев Давидович
- защ Сахрис, Харри Харальдович
- нап Каарма, Т.
- нап Мельдер, Эльмар Аугустович
- нап Палу, Альфред-Джеймс
- нап Пыллу, Уно Эдуардович
- нап Раудсепп, Юлиус Яанович
- нап Ряммаль, Лембит Давидович
- нап Сепп, Лембит Эдуардович
- нап Таук, Вальдеко
- Старший тренер: Эльмар Саар.

## 11. «Динамо» Свердловск
- вр Андреев, Борис Андреевич
- вр Чекасин, Павел
- защ Жуков, Алексей Михайлович
- защ Крачевский, Иван Яковлевич
- защ Машанов, Борис Васильевич
- защ Михайлов, Илья Николаевич
- защ Петров, Пётр Фёдорович
- защ Соколов, Борис Николаевич
- нап Бунин, Анатолий Степанович
- нап Коротков, Александр Иванович
- нап Курбатов, Владимир Васильевич
- нап Ноговицын, Евгений Лазаревич
- нап Орлов, Алексей
- нап Осинцев, Михаил Семёнович
- нап Потанин, Владимир
- нап Русаков, Андрей Николаевич
- нап Степанов, Леонид Николаевич (I)
- нап Тарасевич, Герман Викторович
- нап Уфимцев, Сергей Васильевич
- нап Шкляев, Владимир Авенирович
- Старший тренер: Георгий Фирсов.

## 12. «Спартак» Минск
- вр Никитин, Юрий Степанович
- вр Петров, Дмитрий Петрович
- защ Баранов, Павел Филимонович
- защ Глембоцкий, Евгений Константинович
- защ Косенюк, Виталий Александрович
- защ Рабинович, Бениамин Исаакович
- защ Штейман, Борис Михайлович
- нап Бубнов, Владимир Иванович
- нап Горин, Евгений Иванович
- нап Королев, Виктор Захарович
- нап Кудинов, Николай Васильевич
- нап Трусин, Николай Яковлевич
- нап Ходин, Владимир Алексеевич
- нап Чиквин, Владимир
- нап Шоринов, Алексей
- Старший тренер: Сигизмунд Лысаковский.